# Crocidura voi
Crocidura voi — вид ссавців родини мідицевих (Soricidae). Він зустрічається в Беніні, Буркіна-Фасо, Камеруні, Центральноафриканській Республіці, Чаді, Ефіопії, Гані, Кенії, Малі, Нігері, Нігерії, Сомалі, Судані та Того. Його природне місце існування — суха савана.